# Бурил
Бури́л (каз. Бурыл) — село у складі Байзацького району Жамбильської області Казахстану. Адміністративний центр Бурильського сільського округу.
У радянські часи село називалося Рівне.
Населення — 7532 особи (2021; 6689 у 2009, 5033 у 1999, 4760 у 1989).